# Übergangsprogramm
Das Übergangsprogramm ist ein aus dem trotzkistischen Umfeld entsprungenes, erstmals zu Gründungszeiten der IV. Internationale von Leo Trotzki formuliertes, revolutionäres politisches Programm, mit welchem durch revolutionäre Lösungsvorschläge für gegenwärtige Interessenskämpfe der Arbeiterklasse das Feld zum Kampf um eine sozialistische Gesellschaft eröffnet werden soll.
Das Übergangsprogramm müsse der Arbeiterklasse jene Ideen zur Lösung ihrer Kämpfe um gegenwärtige Interessen vorlegen, welche ihnen das Bewusstsein für die Notwendigkeit einer proletarischen Revolution vermitteln und sie in dieser Hinsicht zugleich auch mobilisieren. Nach Trotzki unterscheide sich das Übergangsprogramm von den nicht zusammenhängenden sozialdemokratischen Konzepten des Minimal- und Maximalprogramms, wobei das Minimalprogramm sich auf „Reformen im Rahmen der bürgerlichen Gesellschaft“ beschränke, während das Maximalprogramm „für eine unbestimmte Zukunft die Ersetzung des Kapitalismus durch den Sozialismus“ verspräche. Das Übergangsprogramm jedoch solle den Massen „im Verlauf ihres täglichen Kampfes helfen, die Brücke zu finden zwischen ihren aktuellen Forderungen und dem Programm der sozialistischen Revolution.“ Es soll den breiten Massen ein Bewusstsein von der Notwendigkeit der „Eroberung der Macht durch das Proletariat“ verschaffen, sich immer „offener und entschlossener gegen die Grundlagen der bürgerlichen Herrschaft selbst zu richten“. 
Trotzkis konkrete Forderungen von 1938 umfassen beispielsweise eine automatische Anpassung der Löhne an die Inflation, das Recht auf Arbeit und der Kampf gegen Arbeitslosigkeit, daher die Verteilung der verfügbaren Arbeit unter allen vorhandenen Arbeitskräften – auf dessen Basis die Länge der Arbeitswoche bestimmt wird – bei gleichbleibenden Durchschnittswochenarbeitslohn. Des Weiteren formuliert er Thesen zu der Rolle der Gewerkschaften, er fordert die Aufhebung des „Geschäftsgeheimnis“ und Arbeiterkontrolle über die Industrie. Des Weiteren wird die entschädigungslose Enteignung der größten Feudalkapitalisten, der Kriegsindustrie, der Eisenbahn und der Rohstoffquellen als Losung ausgegeben. Ebenso wird eine Enteignung der Privatbanken und eine Verstaatlichung des Kreditsystems gefordert, sowie die Formierung von Streikposten, Verteidigungskommandos, und der letztlichen Bewaffnung des Proletariats; ein Bündnis zwischen Arbeitern und Bauern, der Kampf gegen Imperialismus und Krieg usw.